# Neurorradiologia
Neurorradiologia é uma subespecialidade da radiologia que se foca no diagnóstico e caracterização de anormalidades do sistema nervoso central e periférico, medula espinhal, e cabeça e pescoço. Os métodos de imagem empregados primariamente são a tomografia computadorizada (TC) e a ressonância magnética.